# 1996 AW
1996 AW är en asteroid i huvudbältet som upptäcktes den 11 januari 1996 av den japanska astronomen Takao Kobayashi vid Ōizumi-observatoriet.